# C. M. Kösemen
Cevdet Mehmet Kösemen (* 18. Mai 1984 in Ankara) ist ein türkischer Forscher, Künstler und Autor. Er ist bekannt für seine Arbeiten, die lebende und ausgestorbene Tiere sowie surrealistische Szenen darstellen, und für seine Schriften über Paläokunst, hypothetische Evolution sowie Geschichte und Kultur der Türkei. Zeitweise verwendete er das Pseudonym Nemo Ramjet.
In Zusammenarbeit mit dem australischen Paläokünstler John Conway und dem britischen Paläontologen Darren Naish war Kösemen 2012 Mitautor des Buches All Yesterdays, das sich mit spekulativen Ideen in der Paläokunst befasst, und des Buches Cryptozoologicon, in dem spekulative Evolutionsideen auf Kryptiden angewandt werden, die beide in den internationalen Medien große Beachtung fanden. Zu seinen bekanntesten persönlichen Projekten zur spekulativen Evolution gehören das Buch All Tomorrows (2006) und das laufende Projekt Snaiad.

## Leben
Kösemen absolvierte nach dem Besuch des Koç Özel Lisesi in Istanbul ein Studium, das er 2002 mit dem International Baccalaureate mit Auszeichnung abschloss. Von 2002 bis 2003 studierte er an der Cornell University in Ithaca, New York und von 2003 bis 2007 an der Sabancı-Universität in Istanbul, wo er einen Bachelor of Arts in Bildender Kunst and Grafikdesign erwarb. Im selben Jahr ging er an das Goldsmiths College der University of London, wo er 2008 einen Master of Arts in Dokumentarfilmgestaltung und Medienwissenschaften erwarb.
Kösemen war Redakteur bei der Zeitschrift Colors der Benetton Group und arbeitete in verschiedenen Werbeagenturen.
Bereits als Kind interessierte sich Kösemen für Paläontologie, ausgestorbene Tiere und die Evolutionsgeschichte, die er als eine Möglichkeit ansah, „fremde Kreaturen und fremde Welten“ zu erforschen. Er befasst sich zudem mit visueller Kultur und der Geschichte des Mittelmeers. Seine Interessen wurden von seinen Eltern und seinem Großvater gefördert, der ihm auf internationalen Reisen mehrere Bücher über Tiere kaufte. Zu Kösemens bevorzugter Literatur, mit der er aufwuchs, gehörten die Science-Fiction-Bücher von Olaf Stapledon, Werke über die Avantgardefilme von Pete Tombs und Schriften aus dem ehemaligen Star Wars Expanded Universe. Er lernte Englisch durch Lehrbücher über Biologie und Zoologie sowie durch die Star-Wars-Bücher. Zu der Literatur, die Kösemen als einflussreich für ihn bezeichnet hat, gehören Larry Nivens Ringwelt-Reihe, Arthur C. Clarkes Science-Fiction-Werke und Jack L. Chalkers Sechseck–Welt–Zyklus.
Kösemens Kunstwerke reichen von wissenschaftlich exakten Darstellungen prähistorischen Lebens bis hin zu surrealistischen Gemälden. Seine surrealistische Kunst kombiniert Elemente von „imaginären Geistern“ und „mythologischen Umgebungen“. 2010 lernte er Kerimcan Güleryüz kennen, den Leiter der Empire Project Gallery, was ihn dazu veranlasste, den Symbolismus in der Kunst weiter zu vertiefen. Kösemen ist weiterhin als Künstler mit Güleryüz’ Galerie in Istanbul verbunden.
Ab 2010 war seine Kunst Gegenstand mehrerer Ausstellungen in Istanbul, wie der Kunstpräsentation Sanctuary, die vom 19. Januar bis 17. Februar 2018 im Kunstzentrum Space Debris im Stadtteil Karaköy stattfand.  Neben Ausstellungen in der Türkei wurde seine Kunst auch international in Italien, Österreich, Montenegro, England und Israel gezeigt.
2012 verfasste Kösemen zusammen mit dem australischen Paläokünstler John Conway und dem britischen Paläontologen Darren Naish das Werk All Yesterdays, das große Aufmerksamkeit und positive Kritiken erhielt. Es befasst sich mit spekulativen Ideen in der Paläokunst, der Gestaltung von prähistorischen Tieren. Conway und Kösemen begannen gemeinsam an dem Buch zu arbeiten, nachdem sie festgestellt hatten, dass die überwiegende Mehrheit der modernen Dinosaurier-Kunstwerke die Tiere nicht faktisch korrekt darstellten, da sie Merkmale wie verschiedene Arten von Weichteilgewebe (z. B. Hautlappen, Beutel, Fett) ignorierten, das wahrscheinlich aufgrund der Fossilisation nicht erhalten geblieben ist. Sowohl All Yesterdays als auch Conways’, Naishs und Kösemens zweites gemeinsames Buch Cryptozoologicon von 2013, wurden in den Medien ausführlich diskutiert.
Im Jahr 2011 entdeckte Kösemen, dass er von Dönme abstammt, Juden, die im 17. Jahrhundert zum Islam konvertieren mussten. 2014 veröffentlichte er ein Buch über diese Religionsgemeinschaft mit dem Titel Osman Hasan and the Tombstone Photographs of the Dönmes. Dieses Werk wurde von mehreren führenden Forschungsinstituten und Universitäten weltweit erworben und brachte Kösemen 2016 den Eduard-Duckesz-Preis ein.
Kösemens 2018 erschienenes Buch The Disappearing City enthält Fotografien von türkischen Straßenschildern und Architektur in Istanbul aus dem 20. Jahrhundert. Zur Entstehungsgeschichte erklärte er, dass Istanbul seine Gebäude aus dem 20. Jahrhundert rasch ersetze und die Stadt als solche „einige wertvolle Gebäude einer Art verliere, die beispielsweise in Tel Aviv erhalten werden“.
Kösemen hat mit seiner Arbeit im Bereich der spekulativen Evolution Aufmerksamkeit erregt. Im Jahr 2006 veröffentlichte er das Buch All Tomorrows online als kostenlose PDF-Datei. Dieses Werk handelt von einer fiktiven Milliarden-Jahre-Zukunftsgeschichte der Menschheit und ihrer Nachkommen und erfuhr im Jahr 2021 einen sprunghaften Anstieg der Online-Popularität. Kösemen ist darüber hinaus für sein spekulatives Evolutionsprojekt Snaiad bekannt, das eine fiktive außerirdische Welt namens Snaiad mit einem vielfältigen Ökosystem von Kreaturen erforscht, die von Kösemen selbst entworfen wurden. Kösemen hofft, Snaiad schließlich als Buch zu veröffentlichen.
Ein Dokumentarfilm über C. M. Kösemen und sein Werk mit dem Titel Tangent Realms: The Worlds of C. M. Kösemen, bei dem der unabhängige Filmemacher Kevin Schreck Regie führte, wurde 2018 veröffentlicht. Der Film behandelt nicht nur Kösemens Kunst, sondern auch sein persönliches Leben und die Fragen, mit denen er und andere Menschen irgendwann in ihrem Leben konfrontiert werden. Der Film wurde auf mehreren Independent-Filmfestivals ausgezeichnet.

## Schriften
Spekulative Biologie und Paläontologie
- All Tomorrows: A Billion Year Chronicle of the Myriad Species and Mixed Fortunes of Man, 2006
- mit John Conway und Darren Naish: All Yesterdays: Unique and Speculative Views of Dinosaurs and Other Prehistoric Animals, 2012
- All Your Yesterdays: Extraordinary Visions of Extinct Life by a New Generation of Palaeoartists, 2013
- mit John Conway und Darren Naish: Cryptozoologicon: The Biology, Evolution, and Mythology of Hidden Animals, 2013

Kultur und Geschichte der Türkei
- Nişanyan House, a Photographic Essay, 2013
- Osman Hasan and the Tombstone Photographs of the Dönmes, 2014
- The Bodrum Jewish Cemetery, 2018
- The Disappearing City: Hand-Painted Apartment Signs and Architectural Details from 20th-Century Istanbul, 2018
- A Karakaş Speaks: Interviews with a Member of Turkey’s Crypto-Judaic “Dönme” Sect, 2018
- Memories and Stories of Bodrum’s Jewish Community, 2019    with Rıfat N. Bali: Hatıratlarda Türkiye Yahudileri, 2019
- Memoirs of an Istanbul Psychiatrist, translated and edited memoirs of Turkish neuropsychiatrist Henri Griladze, 2020
- Forests of the Afterlife: Folk Art and Symbolism in Village Cemeteries of Turkey’s Bodrum-Milas Peninsula, 2021

Kunstbücher
- Tangent Worlds: From the Sketchbooks of C. M. Kosemen, 2016
- Alternate Life: From the Online Sketchbooks of C. M. Kosemen, 2019
- Decade: Surreal Artworks by C. M. Kosemen, 2020